# 孔范
孔范，字法言，会稽山阴人。南陈人物。
陈宣帝太建年间，任宣惠将军江夏王陈伯义长史。陈后主即位后，为都官尚书，与孔貴嬪結為兄妹;孔范和江总等人出入三閣，都是陳後主宴會上的座上宾，孔范曲為逢迎，在酒會上阿諛陳後主，並建議削奪武將兵權，曾怂恿后主说：“外面的将领，都是行伍出身，徒有匹夫之勇，深谋远虑，岂是他们懂得的。”后主以他所说的话问施文庆，文庆惧怕孔范，更认为孔范说得很对。从此以后，将帅们稍有过失，就夺去兵权，分配到公府作文吏。
隋军滅陈时，隋军已经逼近建康，任蛮奴想提出持久抗战之计，孔范上奏说：“请皇上让我决一死战，我一定要像汉将窦宪抗击匈奴，在燕然山刻石记功一样，为皇上建立大功。”后主听从了他的话，同意一战。次日，孔范率领他的党徒居于队伍中间，抗击隋师，尚未摆好阵势就仓皇败退，孔范也脱身逃走，導致陳軍潰敗，建康失陷；隋軍入城，妖妃張麗華被斬首，孔范過惡未顯，與后主一同被俘入长安。“君王城上豎降旗，妾在深宫那得知？十四萬人齊傑甲，更無一个是男兒”描寫了隋滅陳，張麗華並非是唯一禍首，孔範棄軍而逃，導致白土岡之戰，陳軍兵敗，隋軍由此入城。隋文帝以其与王瑾、王仪、沈觀等，奸邪其主，以致陳亡，被冠以四凶，皆流放邊裔 。